# 大元妃 (金海陵王)
大氏，金废帝（海陵王）完颜亮的妃子，武将大㚖的女儿，封为元妃。生崇王完顏元壽。
完颜亮做宰相时，纳大氏为妾，称为“第二娘子”，地位仅次于元配妻子。大氏为完颜亮生有长子完顏元壽（早薨）。完颜亮登位后封大氏为贵妃，又进封为惠妃。贞元元年（1153年），晋封姝妃；正隆三年（1158年），晋封元妃。
元妃对完颜亮非常婉顺，完颜亮有时逼幸女子不如意，就命元妃帮忙。元妃的妹妹大蒲速碗嫁給阿虎里為妻，入宫拜见姐姐，也被完顏亮奸淫，大蒲速碗从此不再入宫。